# Peter Zajac
Peter Zajac (ur. 3 lutego 1946 w Bratysławie) – słowacki literaturoznawca, publicysta i polityk, poseł do Rady Narodowej (1998–2001 i 2010–2012), prezes Instytutu Konserwatywnego.

## Życiorys
Ukończył studia z dziedziny filologii słowackiej i germańskiej na Wydziale Filozofii Uniwersytetu Komeńskiego w Bratysławie, po czym pracował jako wykładowca na macierzystej uczelni. W 1989 został pierwszym przewodniczącym słowackiego PEN Clubu, był także członkiem prezydium Czechosłowackiej Akademii Nauk.
W 1989 był współzałożycielem ruchu Społeczeństwo Przeciwko Przemocy (VPN). W latach 1991–1992 doradzał przewodniczącemu Słowackiej Rady Narodowej Franciszkowi Mikloszce. Zaangażował się w działalność w Partii Demokratycznej, był członkiem jej władz (1995–1999). W latach 1998–2001 sprawował mandat posła do Rady Narodowej jako przedstawiciel Słowackiej Koalicji Demokratycznej. W 2001 związał się z formacją OKS.
Objął funkcję prezesa think tanku Konzervatívny inštitút Milana Rastislava Štefánika. W wyborach w 2010 kandydował z ramienia partii Most-Híd z puli przeznaczonej dla OKS, uzyskując mandat poselski. W wyborach w 2012 zapowiedział start z listy ugrupowania Zwyczajni Ludzie, rezygnując ostatecznie ze startu.
Zatrudniony w Instytucie Literatury Słowackiej Słowackiej Akademii Nauk, wykłada również na Uniwersytecie Humboldtów w Berlinie. Jest publicystą, wydał zbiory esejów poświęcone współczesnej Słowacji, m.in. Päť rokov po (1994–1996), Sen o krajine (1996) i Krajina bez sna (2004).